# Papendorf (Uecker-Randow)
Papendorf é um município da Alemanha localizado no distrito de Vorpommern-Greifswald, estado de Mecklemburgo-Pomerânia Ocidental.
Pertence ao Amt de Uecker-Randow-Tal.